# Ben Wagin

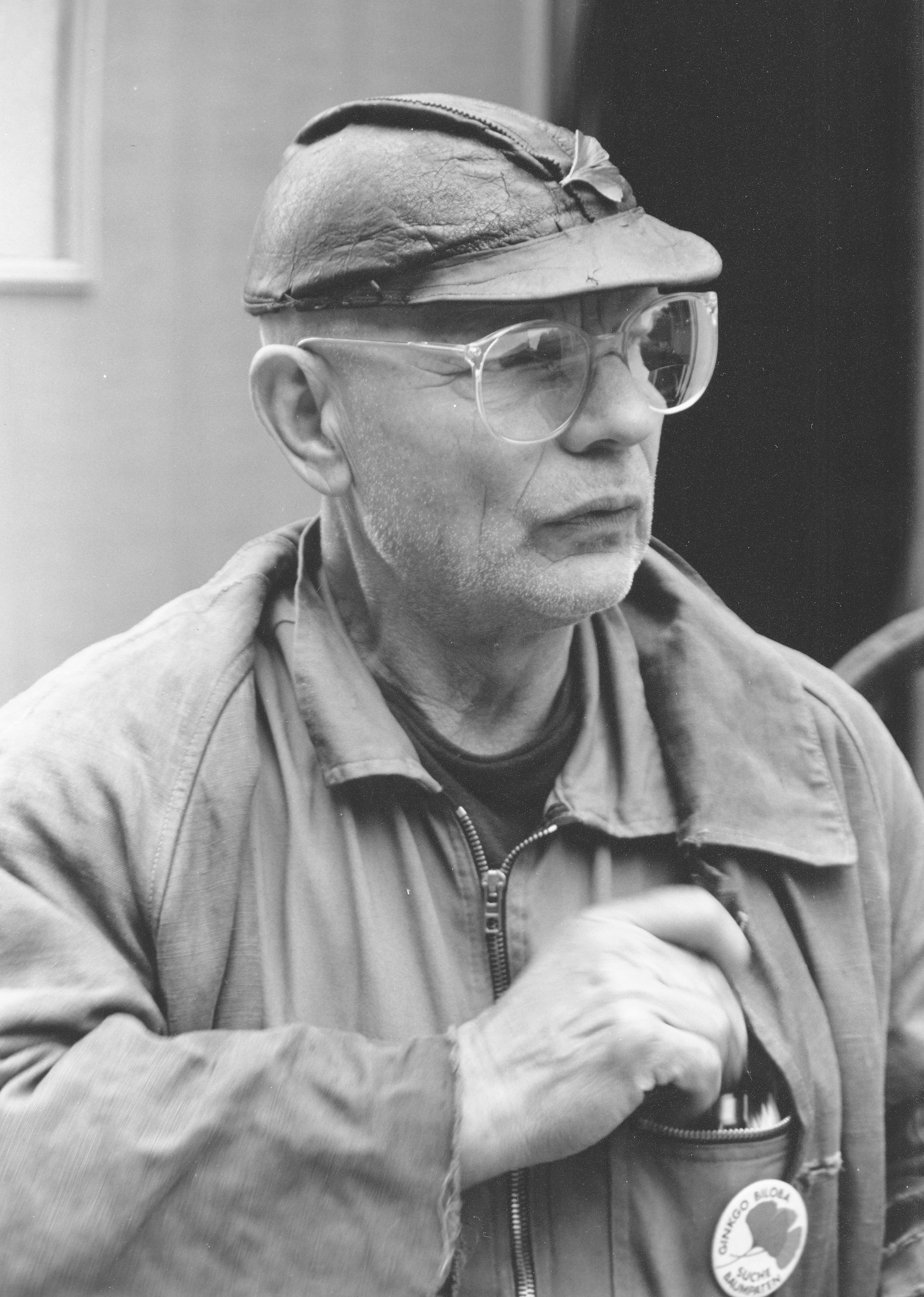
Ben Wagin vor dem Lindentunnel, Berlin, 1995

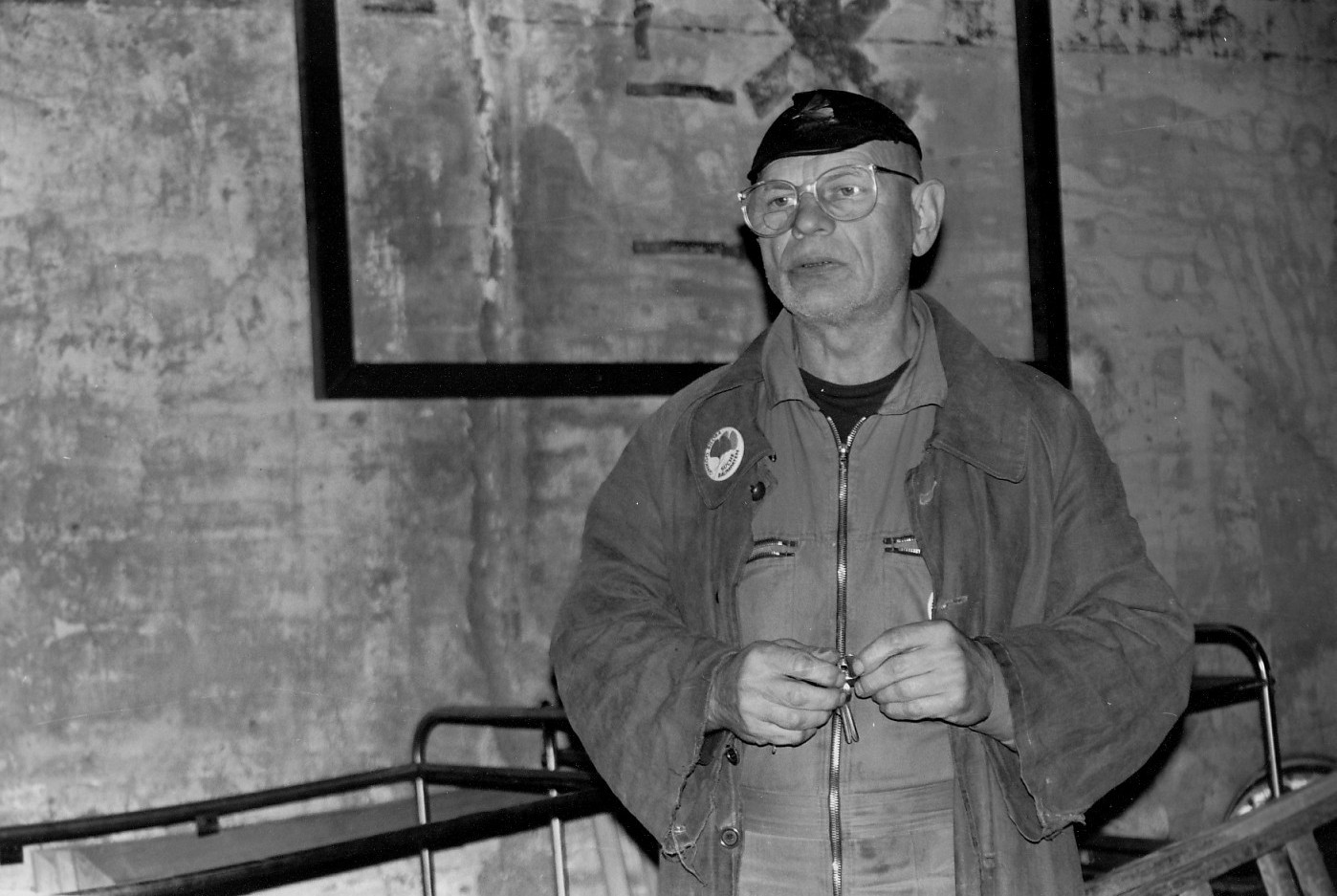
Ben Wagin im Lindentunnel, 1995

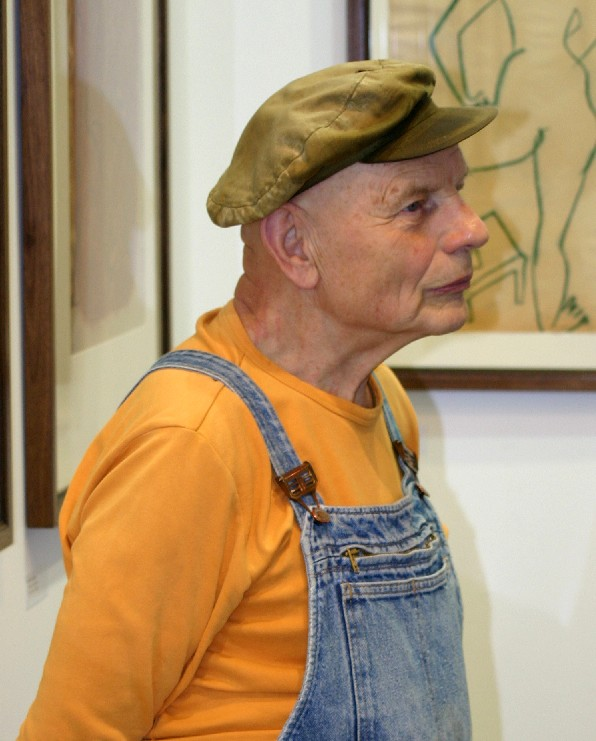
Ben Wagin während einer Matinee für Christian Theunert in Berlin-Mitte, 2012

Ben Wagin (geboren als Bernhard Wargin am 25. März 1930 in Jastrow, Landkreis Deutsch Krone; gestorben am 28. Juli 2021 in Berlin) war ein deutscher Künstler, Bildhauer, Zeichner, Gestalter, Aktionskünstler, Autor, Textsetzer und Gründer der Künstlergruppe „die Baumpaten“.

## Leben

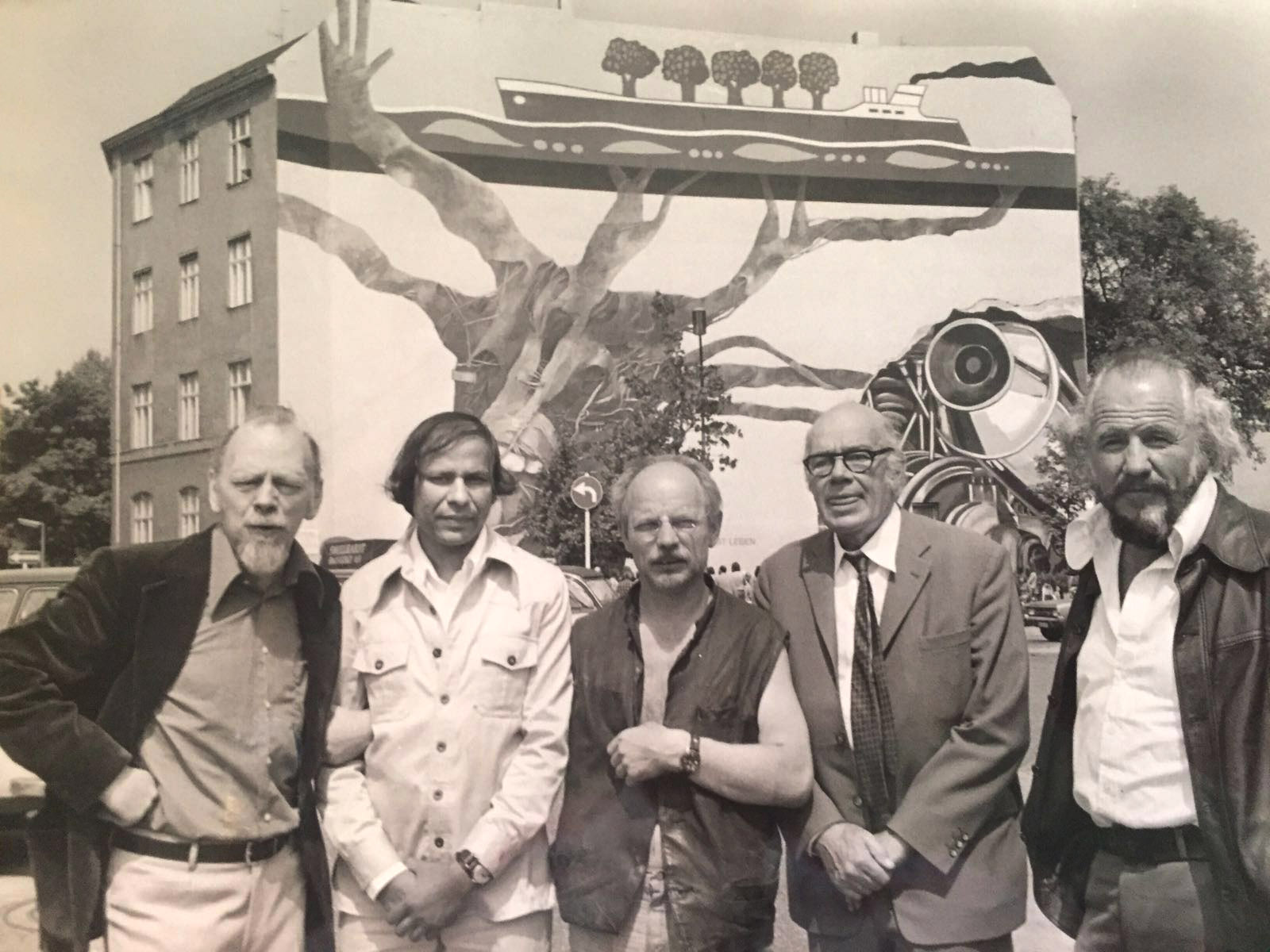
V. l. n. r.: Fritz Köthe, Niranda Jain, Ben Wagin, Peter Jansen und Siegfried Rischar am S-Bahnhof Tiergarten

Wagin lebte seit 1957 in Berlin, wo er an der Hochschule der Künste studierte. Als Student arbeitete er unter anderem als Assistent für den Bildhauer Karl Hartung.
Am 3. Mai 1962 eröffnete er die Galerie S im studentischen Siegmunds Hof. Hier stellte er zunächst Werke Berliner Künstler aus, bald jedoch avancierten die Ausstellungsräume der Galerie S zur bundesweit und schließlich auch weltweit bekannten Adresse. Im Mai 1966 veröffentlichte Wagin zum ersten Mal das monatliche Informationsplakat „Galerien + Museen in Berlin“. Am 8. Mai 1968 zog Wagin mit der Galerie S in das Europa-Center um. Ab 1970 war er regelmäßig mit Installationen auf der Art Basel vertreten. Im Oktober 1976 gründete Wagin in Berlin den Baumpatenverein e. V., mit dem Ziel, die urbane Lebensqualität der Stadt zu fördern. Für seine Ausstellungen nutzte er in den 1970er Jahren neben dem Berlin-Pavillon im Hansaviertel auch die Orangerie des Charlottenburger Schlosses sowie von 1993 bis 1996 den Lindentunnel neben der Humboldt-Universität. Von Mitte der 1980er Jahre bis ca. 2006 nutzte Wagin auch Hallen der TU Berlin an der Ackerstraße als Atelier und Ausstellungsort.
In zahlreichen Arbeiten/Ausstellungen sowie anderen Aktionen versuchte Wagin, den Betrachter zum Nachdenken über die vom Menschen veränderte Umwelt anzuregen. 1975 initiierte er eines der ersten großen Wandbilder Berlins, den Weltbaum I am Siegmunds Hof. 1985 gestaltete er mit zahlreichen Künstlern den Weltbaum II an der gleisseitigen Brandmauer des Berliner S-Bahnhofs Savignyplatz. Ende 2022 wurde der Denkmalschutz für den S-Bahnhof erweitert und damit auch das Wandbild unter Denkmalschutz gestellt.
Wagin hat ab den 1960er Jahren im gesamten Stadtraum Berlins zahlreiche Bäume gepflanzt, oft gemeinsam mit Politikern und Kulturschaffenden. Wagins Bäume stehen bis heute vor Bundesministerien, Theatern, Museen, unter anderem vor dem Berliner Ensemble, der Gedächtniskirche und der Neuen Nationalgalerie.
2005 rief Wagin die „Sonnenboten“ ins Leben und schuf zusammen mit Schulen und Gemeinden rund 4 Millionen Sonnenblumenoasen. Bundesweit wurde Ben Wagin als der „Baumpate“ bekannt und hat von Moskau bis Vilshofen rund 50.000 Ginkgobäume pflanzen können.
Jahrelang kämpfte Wagin um den Erhalt des Parlaments der Bäume, das seit Anfang der 1990er Jahre als feste Installation mitten im Berliner Regierungsviertel steht. Von Wagin gestaltete Mauerteile haben als „Mauer-Mahnmal des Bundestags“ Einzug in den Bau der Bibliothek des Deutschen Bundestages im Marie-Elisabeth-Lüders-Haus erhalten.
Es gab 2019 einige Bestrebungen, den Bestand des Parlaments der Bäume und den gleichzeitig einzigen am ursprünglichen Standort erhaltenen Mauerabschnitt im Stadtzentrum dauerhaft zu sichern: Die Berliner Senatskulturverwaltung stellte das „Parlament“ 2017 unter Denkmalschutz und im November 2018 entschied die Baukommission des parlamentarischen Ältestenrats, das Gelände aus dem eigenen Flächenportfolio herauszulösen und an das Land Berlin zu übertragen.
Ab 2015 gestaltete er unmittelbar neben dem Deutschen Technikmuseum den Anhalter Garten, ein großes Außengelände sowie einige Hallen des ehemaligen Anhalter Güterbahnhofs, in eine Natur- und Kunstdenkstätte auf historischem Boden um. Ben Wagin war Mitglied im Deutschen Künstlerbund. Zwischen 1974 und 1987 nahm er unter dem Namen Ben Wargin insgesamt achtmal an den DKB-Jahresausstellungen teil.
Wagin ist auf dem Kähnsdorfer Friedhof in der Brandenburger Gemeinde Seddiner See beerdigt.

## Galerie

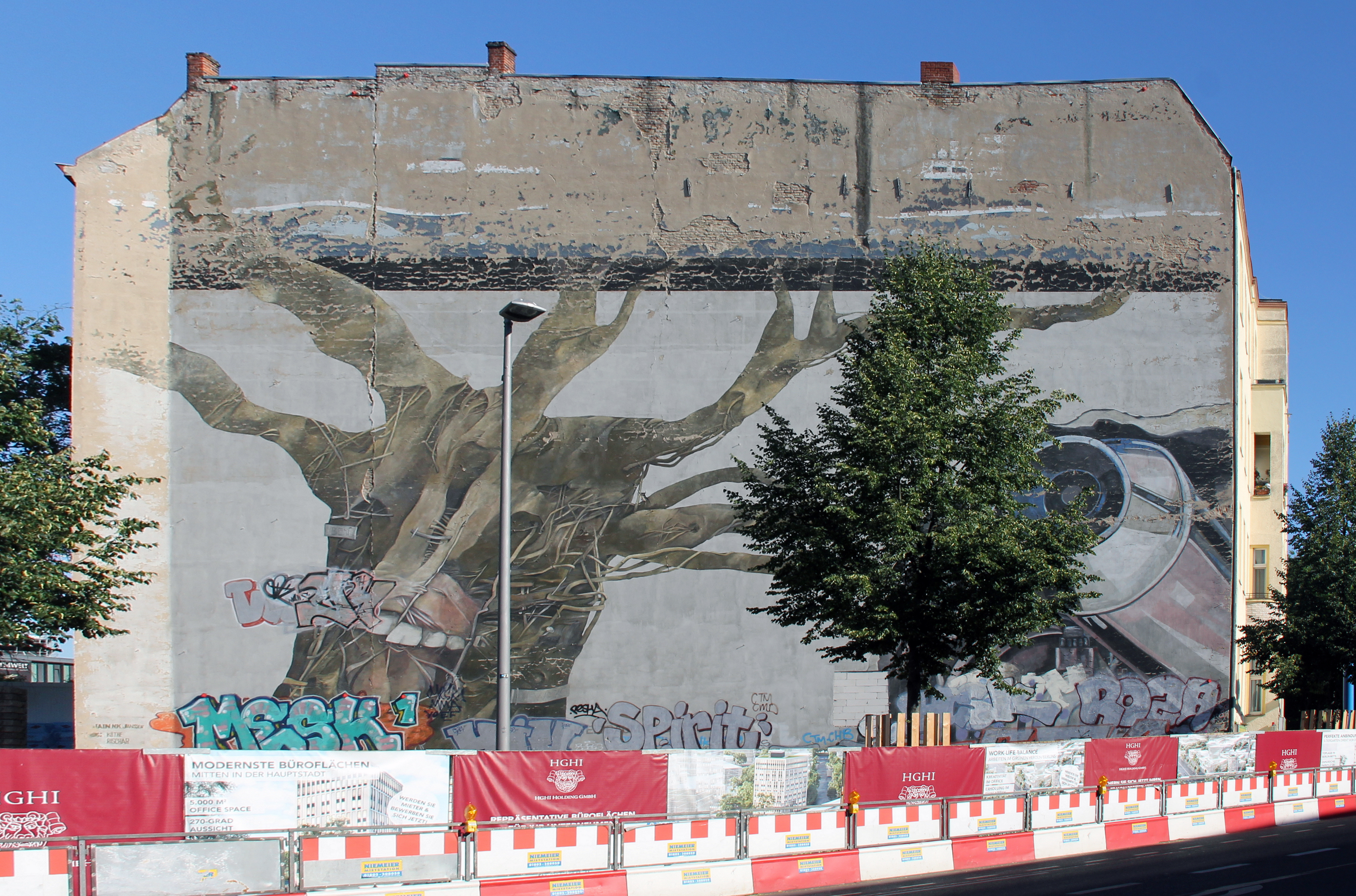
„Weltbaum I“, 1975 Berlin-Hansaviertel
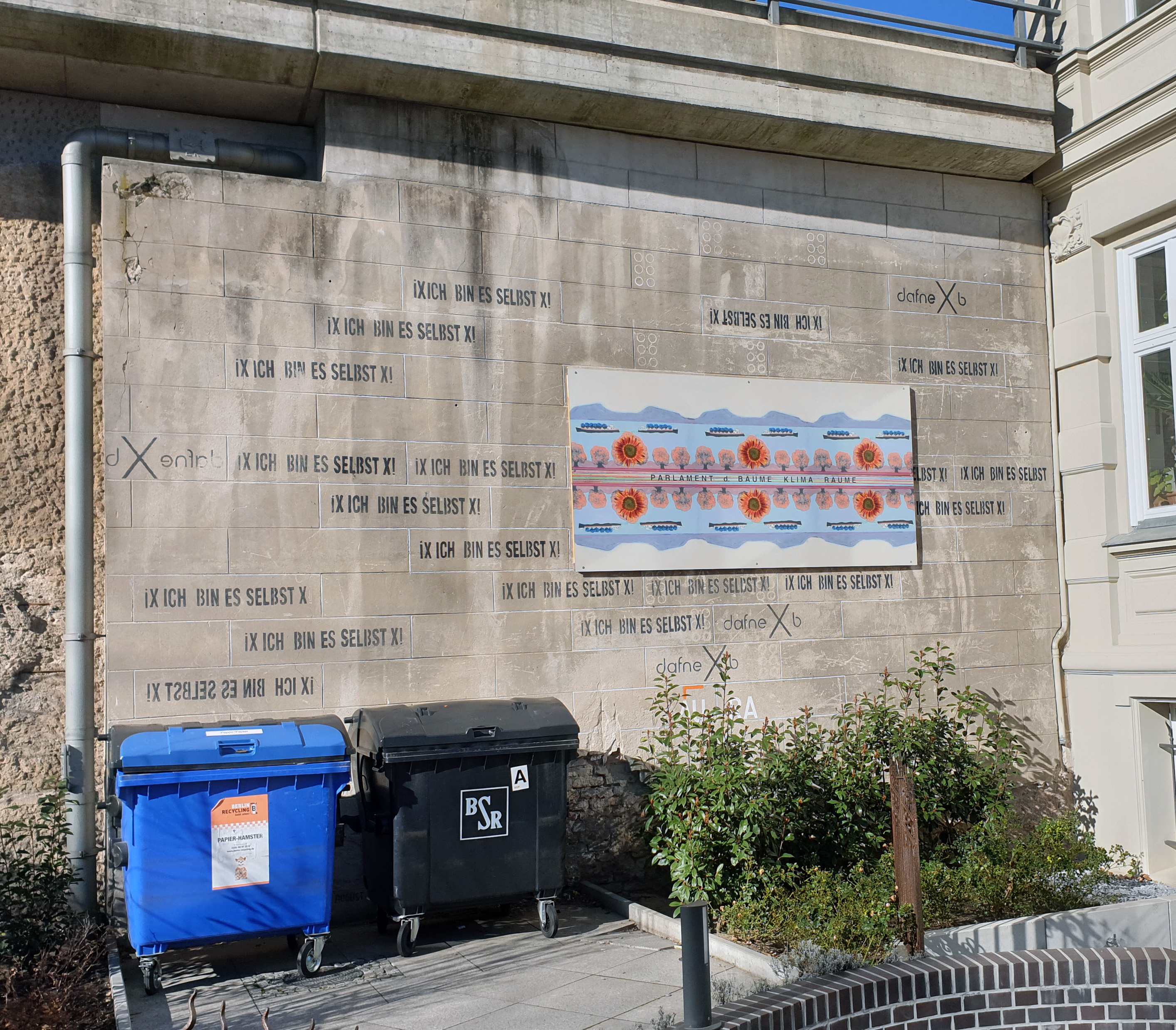
„Parlament der Bäume“ Berlin-Hansaviertel
Installation von Wagin in Gräbendorf
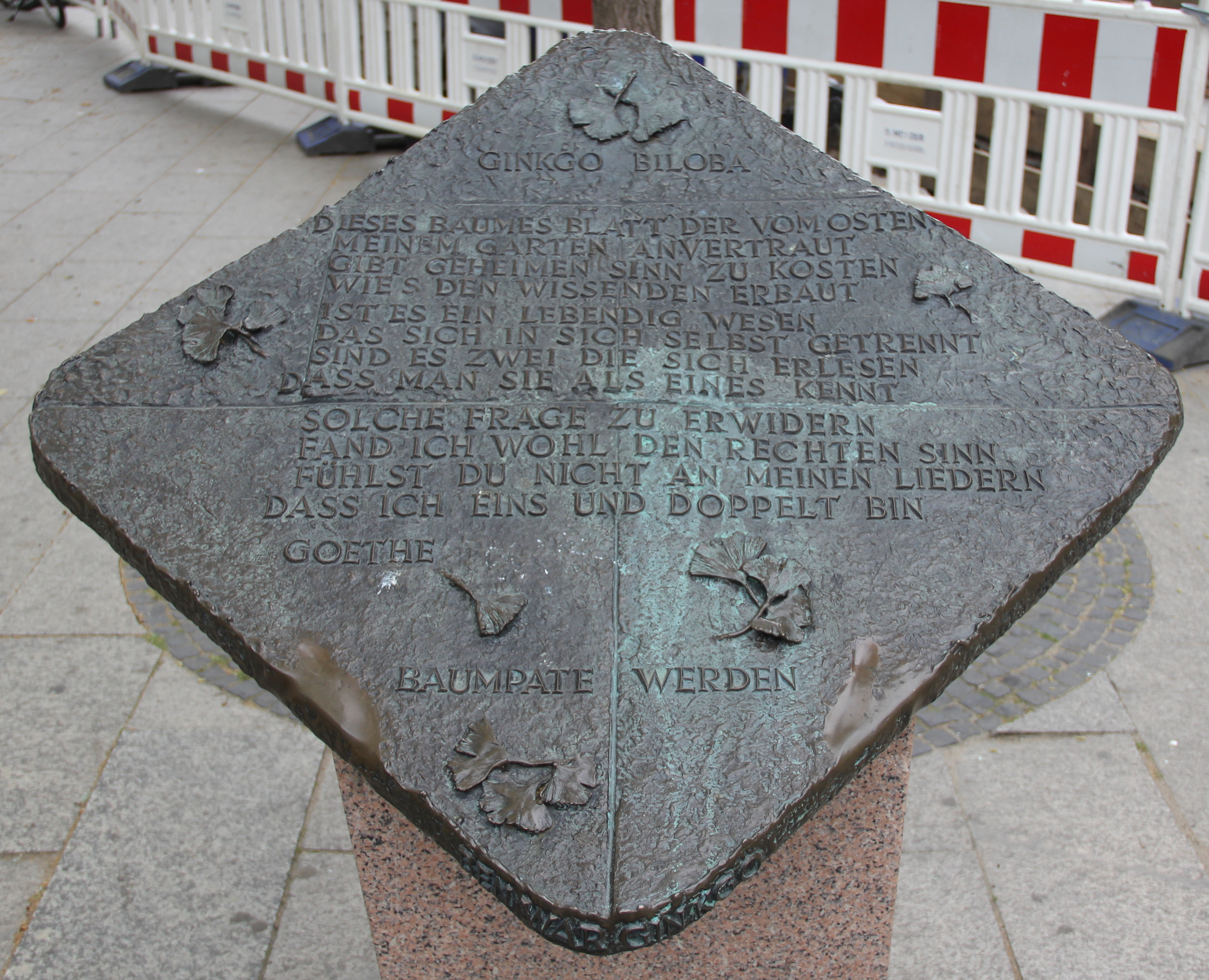
Ginkgo Baum Berlin-Charlottenburg
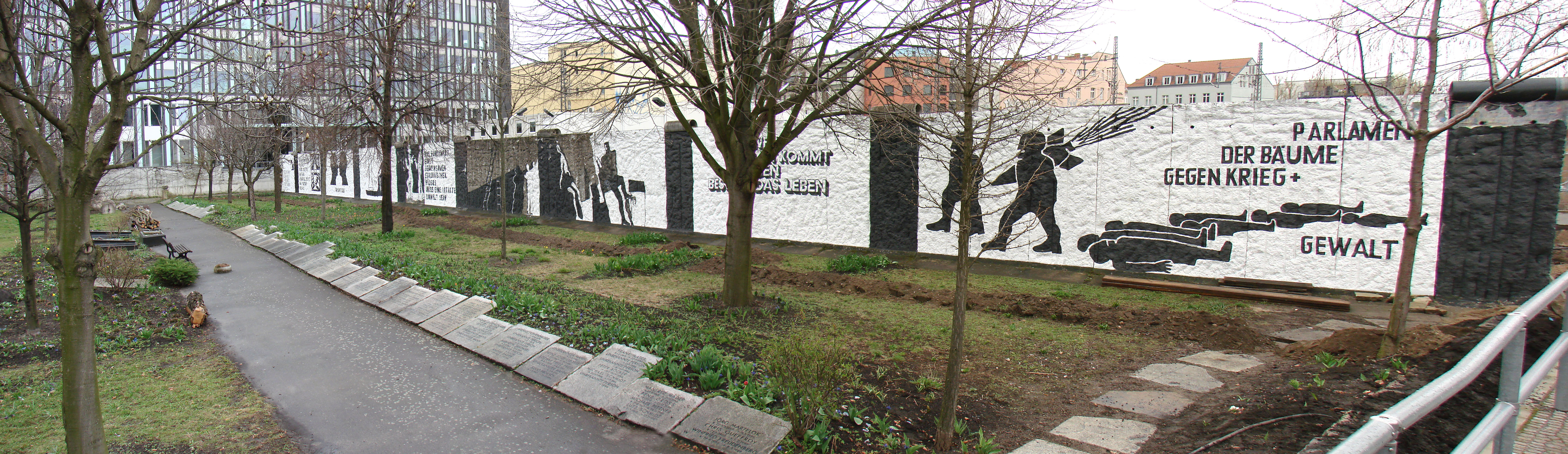
Parlament der Bäume, 2010 Berlin-Mitte
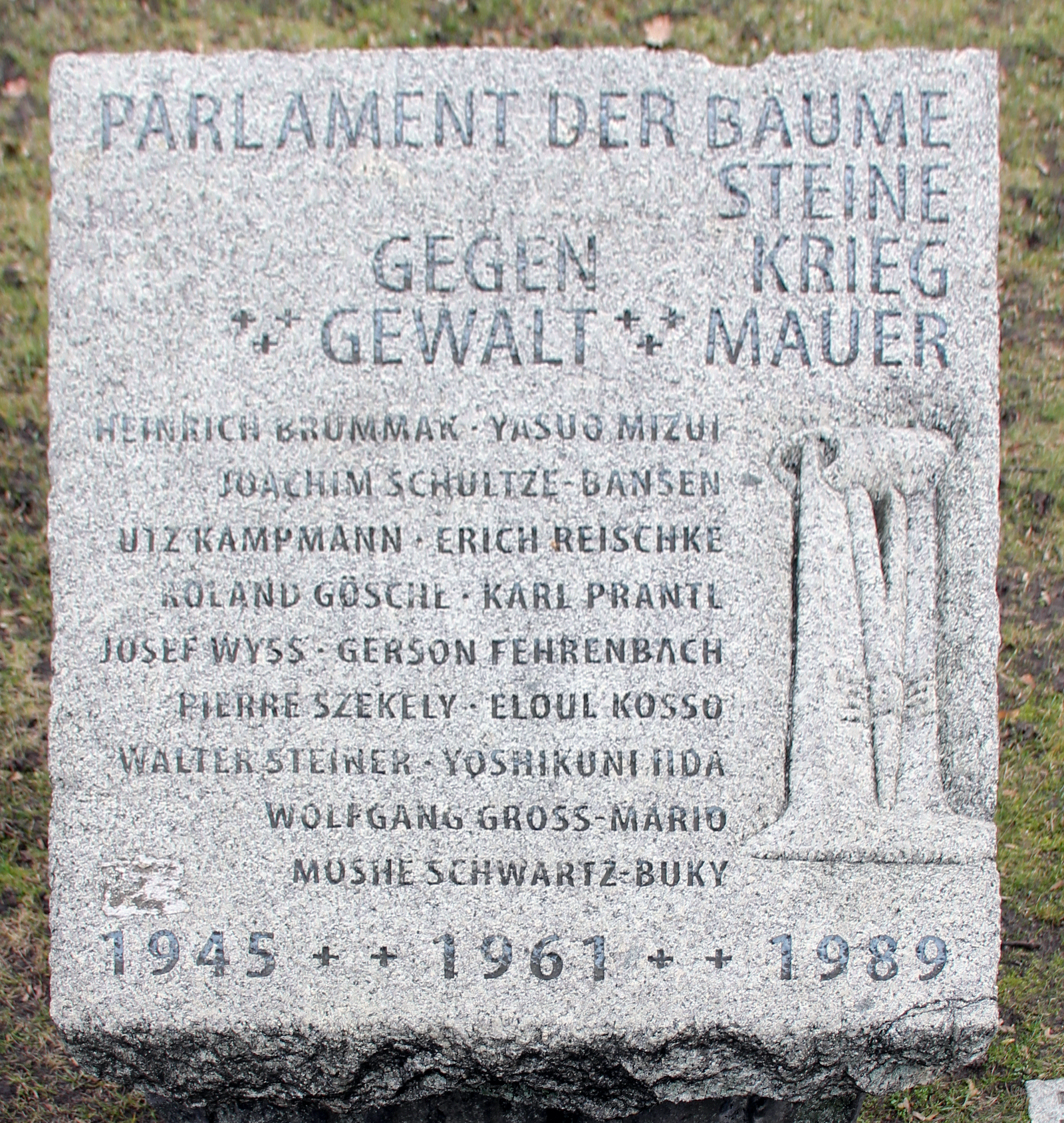
Parlament der Bäume
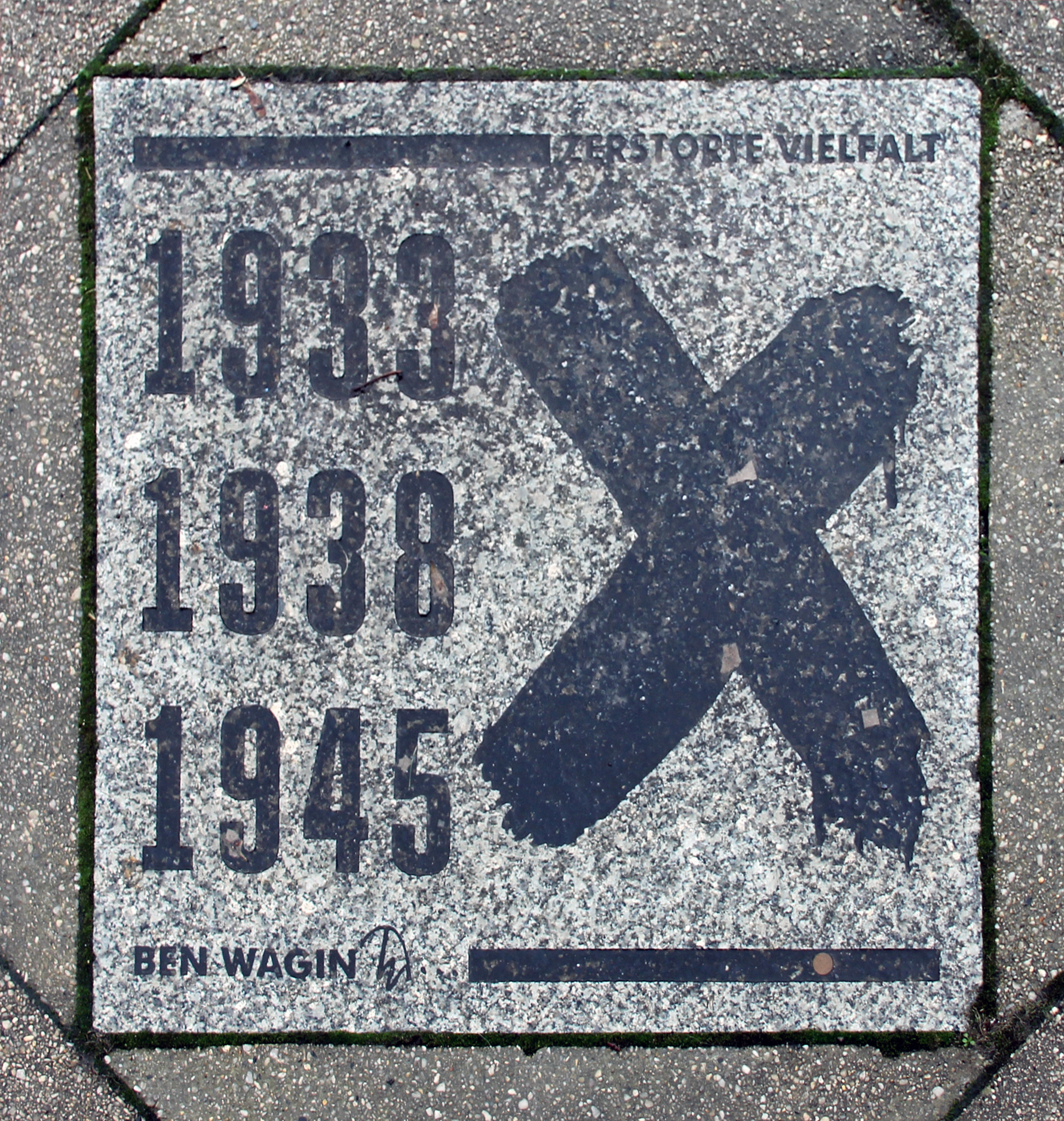
Zerstörte Vielfalt Helene-Weigel-Platz 8 Berlin-Marzahn
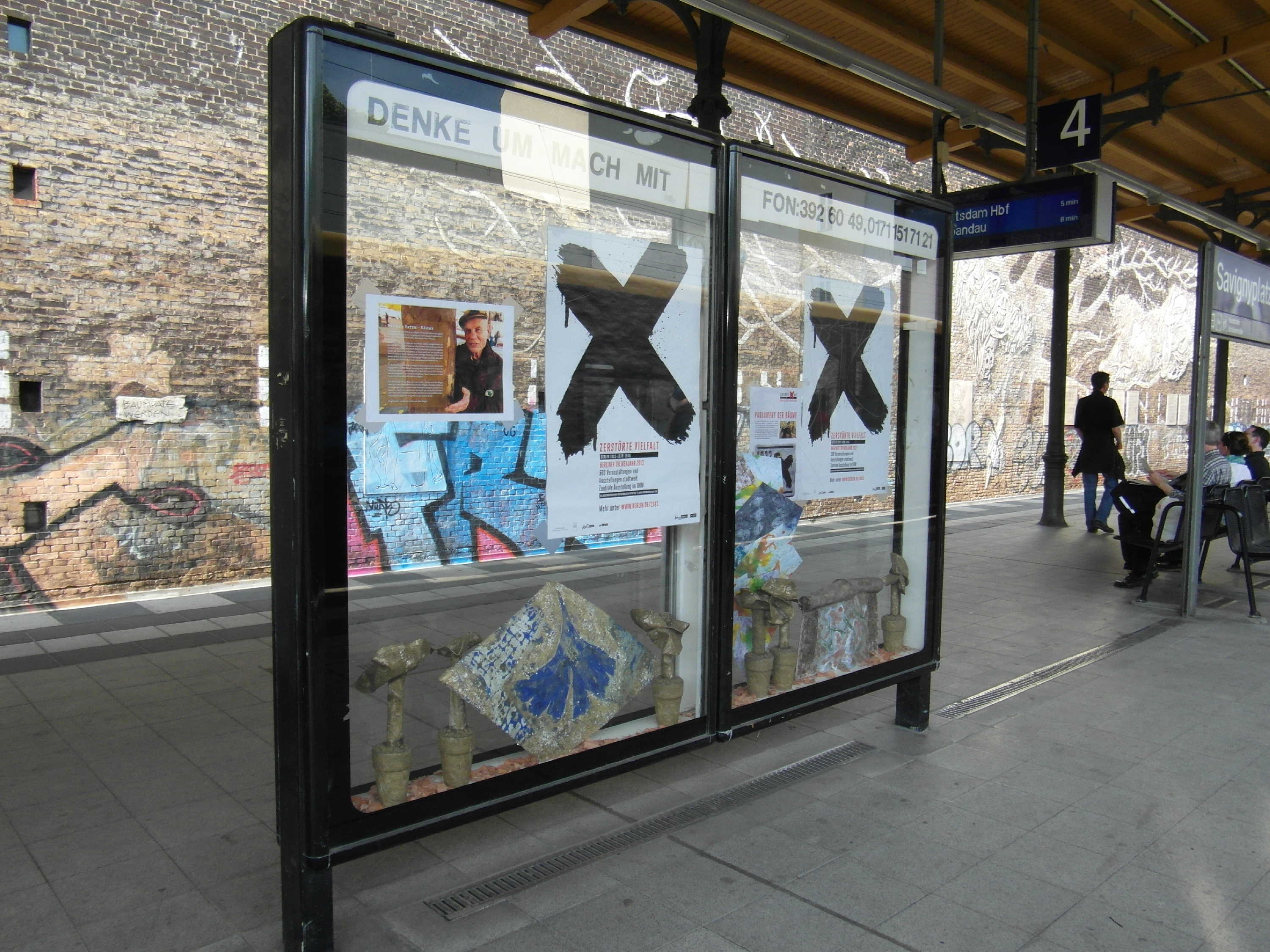
S-Bahnhof Savignyplatz
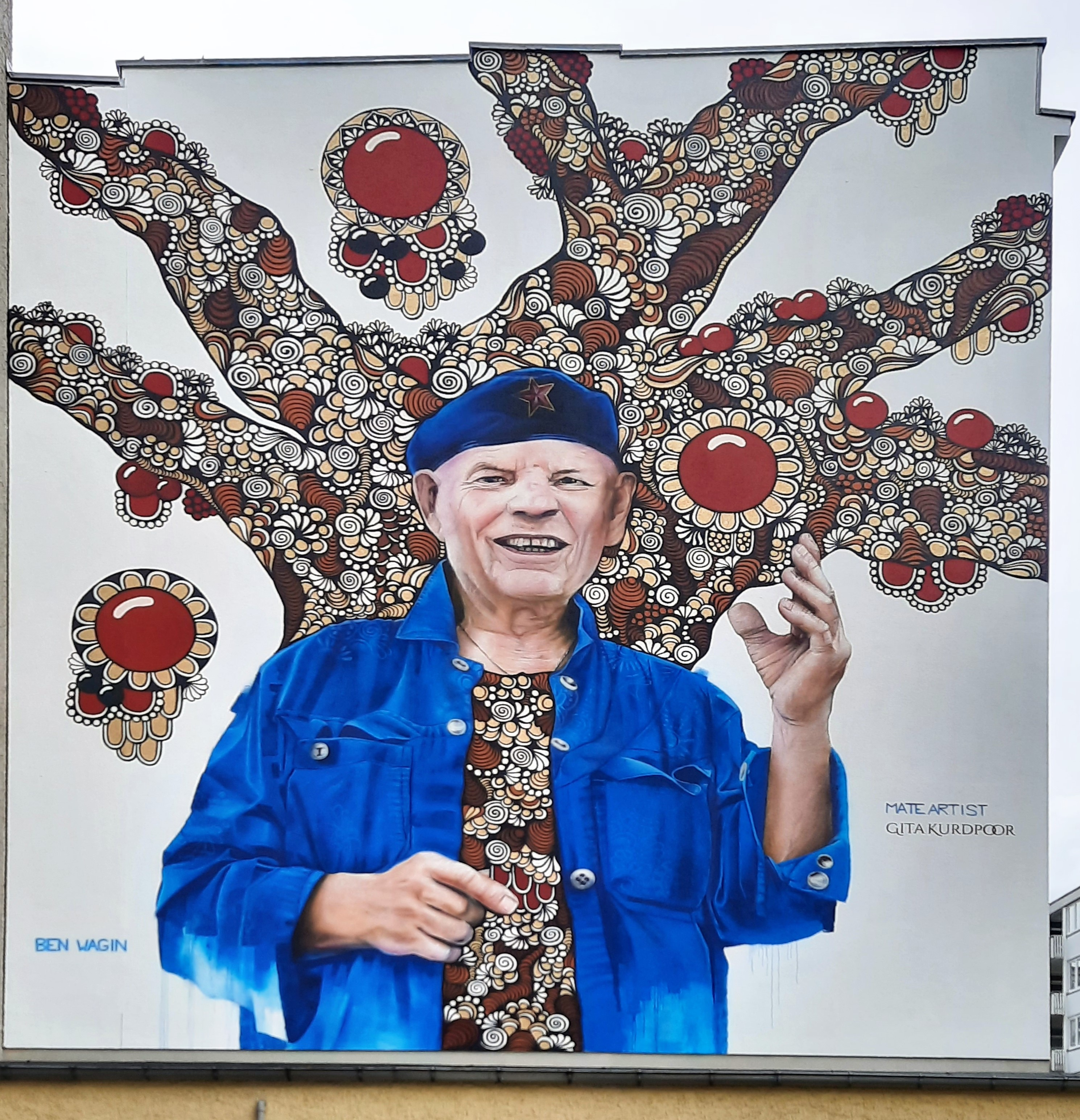
Hommage an Ben Wagin von Gita Kurdpoor und Mate Artist in der Niebuhrstraße 55, Berlin-Charlottenburg

## Auszeichnungen
- 1985: Bundesverdienstkreuz am Bande
- 1996: Victor-Wendland-Ehrenring
- 2010: Verdienstorden des Landes Berlin